# Саурамбаев, Турсынбай
Турсынбай Саурамбаев (каз. Тұрсынбай Саурамбаев; 1894 год, село Сауран, Туркестанский край, Российская империя — 1971 год) — колхозник, коневод, Герой Социалистического Труда (1948).

## Биография
Родился в 1894 году в селе Сауран, Туркестанский край (сегодня — Отырарский район Южно-Казахстанской области, Казахстан). С раннего детства занимался батрачеством. В 1929 году вступил в колхоз имени Ленина Туркестанского района Чимкентской области. Работал кладовщиком и позднее председателем правления колхоза. С 1942 года участвовал в Великой Отечественной войне. После демобилизации возвратился в родной колхоз и стал работать заведующим коневодческой фермы. С 1957 года работал в совхозе имени Куйбышева Туркестанского района Чимкентской области.
Будучи заведующим коневодческой фермы колхоза имени Ленина, вырастил в 1947 году 70 жеребят от 70 конематок. За получение высокой продуктивности животноводства в 1947 году при выполнении колхозом обязательных поставок сельскохозяйственных продуктов и плана развития животноводства удостоен звания Героя Социалистического Труда указом Президиума Верховного Совета СССР от 23 июля 1948 года с вручением ордена Ленина и золотой медали «Серп и Молот».
В 1961 году вышел на пенсию.

## Награды
- Герой Социалистического Труда
- Орден Ленина (1948).